# Manasia
Manasia es una comuna ubicada en el distrito de Ialomița, Rumania.

## Superficie
Cuenta con una superficie de 34,74 kilómetros cuadrados.

## Demografía
Hasta 2021 la población era de 4197 habitantes, con una densidad de población de 120,8 habitantes por kilómetro cuadrado.